# فالتيمو
فالتيمو (بالإنجليزية: Valtimo)‏ هي بلدية تقع في فنلندا في كاريليا الشمالية.